# Elektroslaba teorija
Elektroslaba teorija je teorija ustanovljena pri pokušajima formulacije konzistentne teorije slabih međudjelovanja (slaba nuklearna sila), po uzoru na kvantnu elektrodinamiku. Konstrukciju takve teorije započeli su u 1960-ima S. L. Glashow, A. Salam i S. Weinberg, temeljeći je na četirima prijenosnicima sile (baždarni bozoni) od kojih su dva nabijena, a dva neutralna. Eksperimentalna potvrda dodatne, neutralne slabe struje, koju ta konstrukcija predviđa, donijela je tim autorima Nobelovu nagradu za fiziku 1979. Za samu matematičku formulaciju te teorije, koja omogućuje i njezinu iscrpnu provjeru pokusima, 1999. dodijeljena je još jedna Nobelova nagrada za fiziku G. ’t Hooftu i M. Veltmanu.

## Standardna teorija čestica i sila
Standardna teorija čestica i sila je kvantnomehanički teorijski opis potvrđen pokusima standardnoga modela čestica kojim su opisane elementarne čestice i njihova elektroslaba i jaka međudjelovanja. S teorijske strane opis se temelji na svojstvu renormalizabilnosti (uklonjivosti beskonačnosti koje se pojavljuju pri izračunu kvantnih petlji), a s pokusima na slaganju izmjerenih vrijednosti s onima koje daju teorijska predviđanja na razini kvantnih petlji. U 1960-ima je kvantna elektrodinamika bila jedina poznata značajna baždarna teorija. Daljnji razvoj postignut je dokazom da su i baždarne teorije sa samointerakcijom (poznate kao Yang-Millsove teorije) renormalizabilne te da renormalizabilnost vrijedi i ako je baždarna simetrija spontano slomljena. Elektroslaba teorija objedinjuje elektromagnetske i jake procese na sličan način kao što Maxwellovo elektromagnetsko ujedinjenje povezuje električne i magnetske pojave. Uz elektroslabi dio, standardna teorija uključuje i opis jake sile s pomoću baždarne simetrije, takozvane SU(3) boje. Ukupno su sile standardne teorije opisane s 12 baždarnih bozona.  
Elektroslabi dio i dio jake sile dvije su odvojene sastavnice standardne teorije. Zajedničko im je da se oslanjaju na relativističku teoriju polja i na dodatni princip Yang-Millsove lokalne simetrije. Riječ je o jednom od presudnih koraka poopćavanjem već poznatih globalnih (prostorno-vremensko neovisnih) internih simetrija na lokalne, zahtjevom da se u svakoj prostorno-vremenskoj točki može učiniti neovisna rotacija u određenom unutrašnjem prostoru. Najprije se početkom 1970-ih spoznalo da su elektromagnetska i slaba međudjelovanja opisana SU(2)×U(1) Yang-Millsovom teorijom, a potom da se i temeljno jako međudjelovanje kvarkova i gluona može svesti na SU(3) Yang-Millsovu teoriju boje. Utvrđena renormalizabilnost omogućuje precizne proračune koji su izloženi provjerama pokusa. Posebna je epizoda bilo svođenje jake sile na teoriju polja. Ona je zaokružena dodjeljivanjem Nobelove nagrade 2004. D. J. Grossu, H. D. Politzeru i F. A. Wilczeku za otkriće asimptotske slobode u teoriji jakoga međudjelovanja. Pošto je postalo jasno da je jaka sila vezana za svijet kvarkova zatočenih unutar dimenzija čestica koje oni izgrađuju, jakost te sile mora rasti pri svakom pokušaju razdvajanja kvarkova. Pokusna potvrda asimptotske slobode stavila je kvantnu kromodinamiku uz bok elektroslabe teorije i time ustanovila ukupnu teoriju baždarnoga područja, koja se temelji na umnošku grupa U(1)×SU(2)×SU(3), s malim brojem parametara (3 kontinuirane promjenljive jakosti vezanja) može se kvantitativno (brojčano) opisati golem broj rezultata mjerenja. Ustanovljavanje asimptotske slobode za Yang-Millsove komponente SU(2) i SU(3) u umnošku "1×2×3" otvara mogućnost susreta jakosti takozvanih abelovskog i neabelovskih naboja i potiče proučavanje teorija velikog ujedinjenja. Takvo stvarno ujedinjenje naboja pokazuje mogućnost veze fizikalne stvarnosti i ideala matematičke elegancije. Na tom tragu izrasla su i poopćena supersimetrična ujedinjenja, gdje i čestice različitoga spina ulaze u isti multiplet.

### Slaba nuklearna sila
Slabu nuklearnu silu je najteže objasniti od svih temeljnih sila zbog toga što se ona najmanje uklapa u definiciju sile. Jaku nuklearnu silu moguće je zamisliti kao privlačnu silu između kvarkova, ali pojmovi "privlačna" i "odbojna" zapravo ne odgovaraju pri opisu slabe nuklearne sile. Razlog tomu je što slaba nuklearna sila zapravo mijenja subatomske čestice iz jedne vrste u drugu, unutar iste generacije ili između generacija. Stoga je slaba nuklearna sila razlog grupiranja kvarkova i leptona u generacije. Dakle, nju osjećaju i kvarkovi i leptoni, a ne samo jedna vrsta čestica. Jaka nuklearna sila je jedina od temeljnih sila čije djelovanje osjeća samo jedna vrsta čestica. 
Ako se dva leptona nađu u dometu slabe sile, tada je za njih moguće da prijeđu iz jedne vrste u drugu vrstu leptona, ali samo unutar iste generacije. Na primjer, elektron se može promijeniti u elektronski neutrino i obrnuto, ali elektron ne može prijeći u mionski neutrino ili u mion. Dakle, slaba sila može djelovati na leptone samo unutar iste generacije, ali ne i između generacija.
Kada su u pitanju kvarkovi, stvari su malo složenije. Slaba nuklearna sila može promijeniti jedan kvark u drugi, unutar iste generacije, ali i između generacija kvarkova. Na primjer, djelovanjem slabe nuklearne sile gornji kvark (u) se može promijeniti u donji kvark (d), isto tako ali rjeđe može se promijeniti u strani (s) ili u dubinski kvark (b).

### Temeljna međudjelovanja
Fundamentalne interakcije, osnovne sile ili temeljno međudjelovanje je međudjelovanje elementarnih čestica: gravitacijsko, elektromagnetsko, jako i slabo. Sva poznata međudjelovanja posljedica su tih 4 temeljnih međudjelovanja. Temeljna međudjelovanja međusobno se razlikuju po česticama na koje djeluju, jakosti, dosegu i česticama koje ih prenose. Jako međudjelovanje djeluje na kvarkove i gluone, slabo međudjelovanje na kvarkove i leptone, elektromagnetsko međudjelovanje na sve čestice nabijene električnim nabojem, a gravitacijsko međudjelovanje na sve čestice koje imaju masu. Gravitacijsko međudjelovanje između elementarnih čestica je iznimno slabo, slabo međudjelovanje je malo jače, elektromagnetsko još jače i jako je međudjelovanje najjače. Doseg elektromagnetskog i gravitacijskog međudjelovanja je beskonačan, a doseg jakog i slabog međudjelovanja je kratak, približno poput promjera atomske jezgre. Jako međudjelovanje prenose gluoni, elektromagnetsko fotoni, slabo W± i Z0 bozoni a gravitacijsko gravitoni (koji nisu pokusima potvrđeni).
| Međudjelovanje   | Trenutačna teorija                                    | Prijenosnici djelovanja | Relativna jakost(1) | Ovisnost o udaljenosti                         | Doseg djelovanja (m)    |
| ---------------- | ----------------------------------------------------- | ----------------------- | ------------------- | ---------------------------------------------- | ----------------------- |
| Jaka             | Kvantna kromodinamika (QCD)                           | gluoni                  | 1038                | {\displaystyle {\sim r}} (vidi napomenu)       | 10−15                   |
| Elektromagnetska | Kvantna elektrodinamika (QED)                         | fotoni                  | 1036                | {\displaystyle {\frac {1}{r^{2}}}}             | 10−18                   |
| Slaba            | Kvantna aromodinamika (QFD)                           | W i Z bozoni            | 1025                | {\displaystyle {\frac {e^{-m_{W,Z}r}}{r^{2}}}} | {\displaystyle \infty } |
| Gravitacijska    | Opća teorija relativnosti (GR, nije kvantna teorija.) | gravitoni               | 1                   | {\displaystyle {\frac {1}{r^{2}}}}             | {\displaystyle \infty } |

(1) približne veličine. Točne vrijednosti ovise o česticama i energiji.
Međudjelovanja elementarnih čestica danas su opisana standardnim modelom čestica, odnosno standardnom teorijom čestica i sila. Utemeljena su na umnošku grupa U(1)×SU(2)×SU(3). Svakoj od grupa u tom umnošku svojstven je određeni naboj, koji je izvor pridruženoga baždarnoga bozona, prijenosnika danoga temeljnoga međudjelovanja. Temeljna međudjelovanja prenosi dvanaest baždarnih bozona: foton, elektromagnetsko međudjelovanje, dva masivna W-bozona i neutralni Z-bozon slabo međudjelovanje, i osam gluona jako međudjelovanje kao što to opisuje kvantna kromodinamika (međudjelovanja kvarkova i gluona koji posjeduju jaki naboj nazvan bojom).
Jedan od glavnih ciljeva fizike elementarnih čestica je ujedinjenje temeljnih međudjelovanja. Do sada su u elektroslaboj teoriji ujedinjeni slabo i elektromagnetsko međudjelovanje u elektroslabo međudjelovanje.

### Elementarne čestice
Elementarna čestica ili temeljna čestica spada u podgrupu subatomskih čestica i odlikuje se najvećim stupnjem elementarnosti (temeljnosti). Temeljnost novootkrivenih subatomskih čestica ovisi o tom imaju li strukturu, mogu li se sastaviti od već postojećih čestica ili se mogu svesti na već poznate čestice. Prema standardnom modelu čestica smatra se da 12 temeljnih čestica izgrađuje svu tvar u svemiru: leptoni (elektron, mion, tauon i njima pripadajući neutrini) i kvarkovi. Prijenosnici međudjelovanja između čestica tvari su bozoni: fotoni, gluoni, W-bozoni, Z-bozoni i Higgsovi bozoni. 
Kvarkovi i leptoni raspoređeni u parove koji čine tri naraštaja (generacije ili obitelji): 
- elektron (e) i njegov neutrino νe te gornji (u) i donji (d) kvark;
- mion (μ) i njegov neutrino νμ te čarobni ili šarmantni (c) kvark i strani ili čudni (s) kvark;
- tauon (τ) i njegov neutrino ντ te dubinski (b) kvark ili kvark ljepote i vršni (t) kvark ili kvark istine.

Sva je tvar građena od lakih temeljnih čestica prvoga naraštaja, dok se teži kvarkovi pronalaze u sudarima u ubrzivačima čestica ili kozmičkom zračenju. Te čestice nose naboje koji su izvori temeljnih sila (fundamentalne interakcije) i u tom je glavno značenje njihove temeljnosti. Danas su te sile opisane standardnom teorijom čestica i sila.

### Elektromagnetizam
Elektromagnetizam je grana klasične fizike koja istražuje uzroke i uzajamnu povezanost električnih i magnetskih pojava, objašnjava svjetlosne pojave i zakone optike, te sve ostale vrste elektromagnetskih valova. Razvoj elektromagnetizma započeo je početkom 19. stoljeća pokusima H. C. Ørsteda i M. Faradaya, proširio se teorijskim radovima J. C. Maxwella, koji je sve zakonitosti elektromagnetizma sažeo u četiri jednadžbe (Maxwellove jednadžbe), pokusima i teorijskim radovima H. A. Lorentza i H. R. Hertza, a vrhunac je dosegnuo u specijalnoj teoriji relativnosti A. Einsteina.